# Neuviller-la-Roche
Neuviller-la-Roche är en kommun i departementet Bas-Rhin i regionen Grand Est (tidigare regionen Alsace) i nordöstra Frankrike. Kommunen ligger i kantonen Schirmeck som tillhör arrondissementet Molsheim. År 2022 hade Neuviller-la-Roche 331 invånare.

## Befolkningsutveckling
Antalet invånare i kommunen Neuviller-la-Roche
| Referens: INSEE |